# Yolet
Yolet é uma comuna francesa na região administrativa de Auvérnia-Ródano-Alpes, no departamento de Cantal. Estende-se por uma área de 9,77 km². Em 2010 a comuna tinha 557 habitantes (densidade: 57 hab./km²).